# Мала Олександрівка (зупинний пункт)
Мала Олександрівка — зупинний пункт Київської дирекції Південно-Західної залізниці. Розташований між станцією Імені Георгія Кірпи та зупинним пунктом Чубинський.
Платформу було відкрито орієнтовно на початку 2000-х років.